# Unione Sportiva Dilettantistica San Zaccaria 2015-2016
Questa voce raccoglie le informazioni riguardanti l'Unione Sportiva Dilettantistica San Zaccaria nelle competizioni ufficiali della stagione 2015-2016.

## Stagione
Nella prima partita ufficiale della stagione 2015-2016, valida per la seconda giornata del Triangolare E del turno preliminare della Coppa Italia, il San Zaccaria ha vinto in trasferta per 9-1 sulla Reggiana, grazie anche alle quattro reti segnate da Martina Piemonte nel primo tempo. Con la vittoria casalinga sull'Imolese per 2-0, il San Zaccaria ha terminato il triangolare al primo posto e ha superato il turno preliminare. Nei sedicesimi di finale le romagnole sono andate a vincere a Firenze sulla Fiorentina per 2-0 e hanno guadagnato l'accesso agli ottavi di finale, dove, però, sono state eliminate dal Fimauto Valpolicella con un netto 5-2.
La seconda stagione in Serie A del San Zaccaria si è conclusa con un sesto posto, conquistato alla nona giornata e mantenuto fino alla fine del campionato. Il San Zaccaria ha conquistato 26 punti, frutto di 6 vittorie, 8 pareggi e 8 sconfitte, risultando la squadra col maggior numero di pareggi del campionato.

## Organigramma societario
Area tecnica
- Allenatore: Marinella Piolanti
- Aiuto allenatore: Claudia Mariani
- Preparatore portieri: Gianni Lanucara
- Preparatore atletico: Massimo Magrini

Area sanitaria
- Fisioterapista: Walter Celli

## Rosa
Rosa, numerazione e ruoli, tratti dal sito ufficiale della società, sono aggiornati al 16 gennaio 2016.
| N. |                   | Ruolo | Calciatrice       |
| -- | ----------------- | ----- | ----------------- |
| 1  | Italia (bandiera) | P     | Amanda Tampieri   |
| 2  | Italia (bandiera) | D     | Giulia Montalti   |
| 3  | Italia (bandiera) | D     | Eleonora Salamon  |
| 5  | Italia (bandiera) | C     | Lara Barbieri     |
| 6  | Italia (bandiera) | D     | Donata Pancaldi   |
| 7  | Italia (bandiera) | C     | Giorgia Galletti  |
| 8  | Italia (bandiera) | C     | Eleonora Petralia |
| 9  | Italia (bandiera) | A     | Simona Cimatti    |
| 10 | Italia (bandiera) | C     | Azzurra Principi  |
| 11 | Italia (bandiera) | A     | Giulia Baldini    |
| 17 | Italia (bandiera) | A     | Alessia Longato   |

| N. |                   | Ruolo | Calciatrice          |
| -- | ----------------- | ----- | -------------------- |
| 18 | Italia (bandiera) | A     | Martina Piemonte     |
| 19 | Italia (bandiera) | A     | Luisa Pugnali        |
| 21 | Italia (bandiera) | D     | Alessia Venturini    |
| 22 | Italia (bandiera) | C     | Alessia Prenga       |
| 23 | Italia (bandiera) | D     | Sara Quadrelli       |
| 24 | Italia (bandiera) | P     | Francesca Montanari  |
| 27 | Italia (bandiera) | D     | Linda Tucceri Cimini |
| 77 | Italia (bandiera) | C     | Giada Pondini        |
| 92 | Italia (bandiera) | A     | Francesca Barbaresi  |
| 99 | Italia (bandiera) | D     | Erika Santoro        |
|    | Italia (bandiera) | A     | Linda Casadio        |

## Calciomercato
| Acquisti | Acquisti             | Acquisti            | Acquisti   |
| R.       | Nome                 | da                  | Modalità   |
| -------- | -------------------- | ------------------- | ---------- |
| D        | Linda Tucceri Cimini | Riviera di Romagna  | definitivo |
| D        | Alessia Venturini    | Fortitudo Mozzecane | definitivo |
| C        | Eleonora Petralia    | Riviera di Romagna  | definitivo |
| A        | Giulia Baldini       | Riviera di Romagna  | definitivo |
| A        | Luisa Pugnali        | Grifo Perugia       | prestito   |

| Cessioni | Cessioni             | Cessioni   | Cessioni       |
| R.       | Nome                 | a          | Modalità       |
| -------- | -------------------- | ---------- | -------------- |
| P        | Miriam Bonaventura   |            | fine contratto |
| D        | Raquel Infante       | CF Benfica | definitivo     |
| C        | Francesca Mancarella |            | fine contratto |
| A        | Jennifer Antonecchia | Bologna    | definitivo     |
| A        | Sara Fratini         |            | fine contratto |
| A        | Mariane Gaburro      | Como 2000  | definitivo     |

## Risultati

### Serie A

#### Girone di andata
| Arbitro: | Faraon (Conegliano) |

|             |           |             |
| Brumana 47’ | Marcatori | 20’ Longato |

| Ravenna 31 ottobre 2015, ore 14:30 CET 2ª giornata | San Zaccaria       | 0 – 0 referto | Res Roma | Centro Sportivo "Massimo Soprani"\| Arbitro: \| Brognati (Ferrara) \| |
| Arbitro:                                           | Brognati (Ferrara) |               |          |                                                                       |

| Arbitro: | Andrea Pasqualetto (Aprilia) |

|  |           |             |
|  | Marcatori | 25’ Pugnali |

| Arbitro: | Ridolfi (Pesaro) |

|                           |           |                            |
| Petralia 48’ Piemonte 78’ | Marcatori | 26’ Colasuonno 75’ Pastore |

| Vittorio Veneto 28 novembre 2015, ore 14:30 CET 5ª giornata                | Vittorio Veneto | 0 – 4 referto                            | San Zaccaria | Stadio Paolo Barison |
| \| \| \| \| \| \| Marcatori \| 36’ Baldini 42’, 71’ Longato 74’ Cimatti \| |                 |                                          |              |                      |
|                                                                            |                 |                                          |              |                      |
|                                                                            | Marcatori       | 36’ Baldini 42’, 71’ Longato 74’ Cimatti |              |                      |

| Arbitro: | Munerati (Rovigo) |

|  |           |                                                                            |
|  | Marcatori | 10’ Girelli 20’, 72’ Tarenzi 42’, 62’ Cernoia 83’ Alborghetti 93’ Sabatino |

| Arbitro: | Bianchini (Terni) |

|                        |           |              |
| Tona 2’ Guagni 4’, 41’ | Marcatori | 86’ Piemonte |

| Arbitro: | Campagnolo (Bassano del Grappa) |

|              |           |                                                     |
| Piemonte 32’ | Marcatori | 1’, 57’ Giugliano 31’ Scarpellini 49’, 59’ Giacinti |

| Ravenna 16 gennaio 2016, ore 15:30 CET 9ª giornata                          | San Zaccaria | 4 – 0 referto | Luserna | Centro Sportivo "Massimo Soprani" |
| \| \| \| \| \| Barbieri 65’ Baldini 71’, 93’ Cimatti 85’ \| Marcatori \| \| |              |               |         |                                   |
|                                                                             |              |               |         |                                   |
| Barbieri 65’ Baldini 71’, 93’ Cimatti 85’                                   | Marcatori    |               |         |                                   |

| Arbitro: | Paolo Messaggi (Crema) |

|                                 |           |  |
| Gabbiadini 17’, 42’ Bonetti 65’ | Marcatori |  |

| Arbitro: | Filippo Giaccaglia (Jesi) |

|                               |           |                             |
| Longato 25’ Galletti 31’, 70’ | Marcatori | 55’ Erlacher 89’ A. Tonelli |

#### Girone di ritorno
| Arbitro: | Borriello (Arezzo) |

|                          |           |                        |
| Pugnali 69’ Pancaldi 72’ | Marcatori | 17’ Parisi 68’ Zuliani |

| Roma 13 febbraio 2016, ore 14:30 CET 13ª giornata | Res Roma             | 0 – 0 referto | San Zaccaria | Centro Sportivo "Raimondo Vianello"\| Arbitro: \| Porcheddu (Oristano) \| |
| Arbitro:                                          | Porcheddu (Oristano) |               |              |                                                                           |

| Arbitro: | Mansueto (Verona) |

|                                                               |           |  |
| Tucceri Cimini 17’ Longato 35’, 90’ Petralia 39’ Pancaldi 79’ | Marcatori |  |

| Arbitro: | Bracaccini (Macerata) |

|                |           |             |
| Colasuonno 62’ | Marcatori | 81’ Pondini |

| Ravenna 20 marzo 2016, ore 16:00 CET 16ª giornata | San Zaccaria          | 0 – 0 referto | Vittorio Veneto | Centro Sportivo "Massimo Soprani"\| Arbitro: \| Giuseppe Vingo (Pisa) \| |
| Arbitro:                                          | Giuseppe Vingo (Pisa) |               |                 |                                                                          |

| Arbitro: | Abagnale (Parma) |

|                               |           |                           |
| Girelli 31’, 41’ Sabatino 39’ | Marcatori | 17’ Galletti 68’ Principi |

| Arbitro: | Modesto (Treviso) |

|             |           |                        |
| Longato 26’ | Marcatori | 20’ Caccamo 66’ Panico |

| Arbitro: | Andrea Sprezzola (Mestre) |

|              |           |                          |
| Iannella 20’ | Marcatori | 12’ Baldini 86’ Galletti |

| Arbitro: | Senthuran Lingamoorthy (Genova) |

|                            |           |  |
| D'Ancona 52’ A. Favole 75’ | Marcatori |  |

| Arbitro: | Fabio Catani (Fermo) |

|                                            |           |                                                                     |
| Principi 33’ Piemonte 49’, 81’ Longato 60’ | Marcatori | 45’, 90+5’ Bonetti 53’ Ledri 56’ Pirone 68’, 85’ Fuselli 83’ Pasini |

| Arbitro: | Davide Bellato (Mestre) |

|                                                   |           |                                            |
| A. Tonelli 27’ (rig.) Pasqualini 42’ Menegoni 66’ | Marcatori | 29’ Tucceri Cimini 54’ Baldini 73’ Cimatti |

### Coppa Italia

#### Turno preliminare
Triangolare E
| Arbitro: | Righi (Bologna) |

|          |           |                                                                                   |
| Orsi 55’ | Marcatori | 5’, 13’, 37’, 38’ Piemonte 33’ Longato 34’ Galletti 47’, 72’ Baldini 62’ Principi |

| Ravenna 25 ottobre 2015, ore 14:30 CET 3ª giornata | San Zaccaria                       | 2 – 0 | Imolese | Centro Sportivo "Massimo Soprani"\| Arbitro: \| Luca Baldelli (Reggio nell'Emilia) \| |
| Arbitro:                                           | Luca Baldelli (Reggio nell'Emilia) |       |         |                                                                                       |

#### Sedicesimi di finale
| Arbitro: | Giaccaglia (Jesi) |

|  |           |                          |
|  | Marcatori | 65’ Longato 92’ Galletti |

#### Ottavi di finale
| Arbitro: | Stefano Nicolini (Brescia) |

|                                 |           |                                                    |
| Cordioli 11’ (aut.) Baldini 89’ | Marcatori | 22’ Boni 33’ Peretti 40’, 47’ Capovilla 90+2’ Leon |

## Statistiche

### Statistiche di squadra
| Competizione | Punti | In casa | In casa | In casa | In casa | In casa | In casa | In trasferta | In trasferta | In trasferta | In trasferta | In trasferta | In trasferta | Totale | Totale | Totale | Totale | Totale | Totale | DR |
| Competizione | Punti | G       | V       | N       | P       | Gf      | Gs      | G            | V            | N            | P            | Gf           | Gs           | G      | V      | N      | P      | Gf     | Gs     | DR |
| ------------ | ----- | ------- | ------- | ------- | ------- | ------- | ------- | ------------ | ------------ | ------------ | ------------ | ------------ | ------------ | ------ | ------ | ------ | ------ | ------ | ------ | -- |
| Serie A      | 26    | 11      | 3       | 4       | 4       | 22      | 27      | 11           | 3            | 4            | 4            | 15           | 17           | 22     | 6      | 8      | 8      | 37     | 44     | -7 |
| Coppa Italia | -     | 1       | 1       | 0       | 0       | 2       | 0       | 3            | 2            | 0            | 1            | 13           | 6            | 4      | 3      | 0      | 1      | 15     | 6      | +9 |
| Totale       | -     | 12      | 4       | 4       | 4       | 24      | 27      | 14           | 5            | 4            | 5            | 28           | 23           | 26     | 9      | 8      | 9      | 52     | 50     | +2 |

### Andamento in campionato
| Giornata  | 1 | 2 | 3 | 4 | 5 | 6 | 7 | 8 | 9 | 10 | 11 | 12 | 13 | 14 | 15 | 16 | 17 | 18 | 19 | 20 | 21 | 22 |
| --------- | - | - | - | - | - | - | - | - | - | -- | -- | -- | -- | -- | -- | -- | -- | -- | -- | -- | -- | -- |
| Luogo     | T | C | T | C | T | C | T | C | C | T  | C  | T  | C  | T  | C  | T  | C  | T  | C  | C  | T  | C  |
| Risultato | N | N | V | N | V | P | P | P | V | P  | V  | N  | N  | V  | N  | N  | P  | P  | V  | P  | P  | N  |
| Posizione | 5 | 6 | 4 | 6 | 4 | 5 | 6 | 7 | 6 | 6  | 6  | 6  | 6  | 6  | 6  | 6  | 6  | 6  | 6  | 6  | 6  | 6  |

Legenda:

Luogo: C = Casa; T = Trasferta. Risultato: V = Vittoria; N = Pareggio; P = Sconfitta.

### Statistiche delle giocatrici
| Giocatore         | Serie A  | Serie A | Serie A     | Serie A    | Coppa Italia | Coppa Italia | Coppa Italia | Coppa Italia | Totale   | Totale | Totale      | Totale     |
| Giocatore         | Presenze | Reti    | Ammonizioni | Espulsioni | Presenze     | Reti         | Ammonizioni  | Espulsioni   | Presenze | Reti   | Ammonizioni | Espulsioni |
| ----------------- | -------- | ------- | ----------- | ---------- | ------------ | ------------ | ------------ | ------------ | -------- | ------ | ----------- | ---------- |
| G. Baldini        | 19       | 5       | 1           | 0          | 2            | 3            | 0            | 0            | 21       | 8      | 1           | 0          |
| F. Barbaresi      | 6        | 0       | 0           | 0          | 1            | 0            | 0            | 0            | 7        | 0      | 0           | 0          |
| L. Barbieri       | 14       | 1       | 2           | 0          | 1            | 0            | 0            | 0            | 15       | 1      | 2           | 0          |
| L. Casadio        | 2        | 0       | 0           | 0          | -            | -            | -            | -            | 2        | 0      | 0           | 0          |
| S. Cimatti        | 15       | 3       | 1           | 0          | 2            | 0            | 0            | 0            | 17       | 3      | 1           | 0          |
| G. Galletti       | 19       | 4       | 2           | 0          | 3            | 2            | 0            | 0            | 22       | 6      | 2           | 0          |
| A. Longato        | 18       | 8       | 0           | 0          | 3            | 2            | 0            | 0            | 21       | 10     | 0           | 0          |
| G. Montalti       | 11       | 0       | 1           | 0          | 0            | 0            | 0            | 0            | 11       | 0      | 1           | 0          |
| F. Montanari      | 4        | -7      | 0           | 0          | 1            | -5           | 0            | 0            | 5        | -12    | 0           | 0          |
| D. Pancaldi       | 19       | 2       | 3           | 0          | 3            | 0            | 0            | 0            | 22       | 2      | 3           | 0          |
| E. Petralia       | 16       | 2       | 1           | 0          | 2            | 0            | 0            | 0            | 18       | 2      | 1           | 0          |
| M. Piemonte       | 17       | 5       | 0           | 0          | 3            | 4            | 0            | 0            | 20       | 9      | 0           | 0          |
| G. Pondini        | 16       | 1       | 0           | 0          | 1            | 0            | 0            | 0            | 17       | 1      | 0           | 0          |
| A. Prenga         | 1        | 0       | 0           | 0          | -            | -            | -            | -            | 1        | 0      | 0           | 0          |
| A. Principi       | 19       | 2       | 3           | 0          | 3            | 1            | 0            | 0            | 22       | 3      | 3           | 0          |
| L. Pugnali        | 14       | 2       | 0           | 0          | 2            | 0            | 0            | 0            | 16       | 2      | 0           | 0          |
| S. Quadrelli      | 13       | 0       | 1           | 0          | 2            | 0            | 0            | 0            | 15       | 0      | 1           | 0          |
| E. Salamon        | 13       | 0       | 1           | 0          | 1            | 0            | 0            | 0            | 14       | 0      | 1           | 0          |
| E. Santoro        | 11       | 0       | 0           | 0          | 2            | 0            | 0            | 0            | 13       | 0      | 0           | 0          |
| A. Tampieri       | 20       | -37     | 1           | 1          | 2            | -1           | 0            | 0            | 22       | -38    | 1           | 1          |
| L. Tucceri Cimini | 16       | 2       | 2           | 0          | 2            | 0            | 0            | 0            | 18       | 2      | 2           | 0          |
| A. Venturini      | 19       | 0       | 4           | 0          | 3            | 0            | 0            | 0            | 22       | 0      | 4           | 0          |